# 曹元方
曹元方（？—？），字介皇，號耘菴，浙江海鹽縣淳风里人。明末政治人物。

## 生平
崇禎十五年（1642年），曹元方中式壬午科浙江鄉試第二十五名舉人。崇禎十六年（1643年）聯捷癸未科進士。
次年，甲申國變。安宗在南京即位後，曹元方任南直隸常熟縣知縣。常熟以難治著稱。曹元方到任後，籌措兵餉，愛惜民力。南京城破，曹元方棄官歸里。父履泰之前被遣戍，也返回故鄉。父子商議，國難之時，不可安然家居。曹元方於是改名換姓，前往福建建寧，拜謁唐王。即授吏部文選司主事，晉驗封司郎中。隨後，履泰也自海路趕到，授太常寺卿，升兵部右侍郎。父子二人之忠義一時爲人敬仰不已。
唐王兵敗，父子輾轉回鄉。父履泰不久病卒。元方攜母親及妻子離開家鄉，寄居於旅舍。多年後，形勢逐漸安定，一家客居硖石村，建築草堂，元方自號耘庵，終老於此，卒年八十二歲。《清史稿·遺逸》有傳。

## 家族
父曹履泰，天啓進士，官至兵部侍郎，以忠直著稱。
元方娶陳宜人。有子二人：长子曹三德，康熙丁巳舉人；次子曹三才，廩貢生，皆側室出。女二人：適諸生沈聖祥，陳宜人出；適監生王子頲，亦側室出。

## 延伸阅读
[在维基数据编辑]
 《清史稿/卷500》，出自趙爾巽《清史稿》

| 官衔          | 官衔                          | 官衔                   |
| ------------- | ----------------------------- | ---------------------- |
| 前任： 劉定勛 | 明朝常熟縣知縣 1644年－1645年 | 繼任： 洪一緯 清朝知縣 |